# Alexander Conti
Alexander Biagio Conti (Brantford, Ontario, 1 de septiembre de 1993) es un actor canadiense. Hizo su debut como actor en la película Finding Forrester (2000). Desde entonces, ha sido nominado a cinco premios Young Artist.

## Biografía
Conti nació en Brantford, Ontario, siendo de ascendencia italiana y brasileña. Es el menor de cuatro hijos. Sus hermanos mayores, Adam Conti y Jordan Conti, también son actores. Su hermana Brittany también aspiraba a ser actriz. Ha expresado su amor por la actuación y ha caracterizado el seguir actuando como su "mayor deseo". Ha actuado en comerciales, radio, locuciones de animación y series de televisión. Su primera experiencia como actor fue en la serie de Showtime Networks, Street Time, en la que participaba regularmente. También trabajó con el director Andy Wolk, junto a Peter Falk.

## Trabajo cinematográfico
El trabajo cinematográfico de Conti incluye papeles en The Pacifier, Cheaper by the Dozen 2 y Case 39 (como Diego Ramírez).
Tiene papeles en películas como: Gooby, The Good Witch 2 y la película original de Disney Channel, Harriet the Spy: Blog Wars como Sport.

## Filmografía
| Películas               | Películas                   | Películas         | Películas                      |
| Año                     | Película                    | Papel             | Notas                          |
| ----------------------- | --------------------------- | ----------------- | ------------------------------ |
| 2000                    | Finding Forrester           | Chico             | No acreditado                  |
| 2005                    | The Pacifier                | Chico             |                                |
| 2005                    | Cheaper by the Dozen 2      | Kenneth Murtaugh  |                                |
| 2007                    | KAW                         | Tyler Whitmore    |                                |
| 2009                    | Gooby                       | Eric              |                                |
| 2009                    | Case 39                     | Diego             | Nominado al Young Artist Award |
| 2010                    | Dog Pound                   | Sal               |                                |
| Películas de televisión |                             |                   |                                |
| Año                     | Título                      | Papel             | Notas                          |
| 2004                    | Celeste in the City         | Joven Dana        | Escenas eliminadas             |
| 2004                    | When Angels Come to Town    | Jimmy Reid        |                                |
| 2008                    | Snow 2: Brain Freeze        | Ryan              |                                |
| 2009                    | The Good Witch's Garden     | Duke              |                                |
| 2010                    | Harriet the Spy: Blog Wars  | Sport             | Nominado al Young Artist Award |
| Televisión              |                             |                   |                                |
| Año                     | Título                      | Papel             | Notas                          |
| 2001                    | Braceface                   | Dylan             |                                |
| 2003                    | Missing                     | Tommy Wilhite     | 1 episodio                     |
| 2002-2003               | Street Time                 | Timmy Liberti     | 21 episodios                   |
| 2004                    | Peep and the Big Wide World | Conejo #3         |                                |
| 2004                    | The Grid                    | Eddie McCann      | 1 episodio                     |
| 2005                    | Kojak                       | Carlito           | 1 episodio                     |
| 2006                    | Skyland                     | Cobbs             | 1 episodio                     |
| 2009                    | Overruled!                  | Shecky Sheckerson | 1 episodio                     |
| 2007-2008               | Di-Gata Defenders           | Rion              | 26 episodios                   |
| 2011-2013               | Life with Boys              | Travis            | 3 episodios                    |
| 2015                    | Hemlock Grove               | Kessell           | 1 episodio                     |

## Premios y nominaciones
| Año  | Premios            | Categoría                                                                                           | Trabajo                    | Resultado |
| ---- | ------------------ | --------------------------------------------------------------------------------------------------- | -------------------------- | --------- |
| 2005 | Young Artist Award | Mejor interpretación en una película para televisión, miniserie o especial (Actor joven de reparto) | When Angels Come to Town   | Nominado  |
| 2009 | Young Artist Award | Mejor interpretación en un papel de doblaje (actor de reparto joven)                                | Di-Gata Defenders          | Nominado  |
| 2009 | Young Artist Award | Mejor interpretación en una película para televisión, miniserie o especial (Actor joven de reparto) | Snow 2: Brain Freeze       | Nominado  |
| 2011 | Young Artist Award | Mejor interpretación en largometraje (Actor joven de reparto)                                       | Harriet the Spy: Blog Wars | Nominado  |
| 2011 | Young Artist Award | Mejor interpretación en largometraje: actor de reparto joven                                        | Case 39                    | Nominado  |